# Pistolet Mauser WTP II
Mauser Westentasche Pistole II (WTP II) – niemiecki kieszonkowy pistolet samopowtarzalny produkowany w okresie międzywojennym.